# Tantalus Fluctus
Il Tantalus Fluctus è una formazione geologica della superficie di Marte.
Prende il nome da Tantalo, personaggio della mitologia greca.